# Instrumentacijski ojačevalnik
Instrumentacijski ojačevalnik je tip diferenčnega ojačevalnika, ki je bil preoblikovan tako, da so mu dodali vmesni ojačevalnik (buffer) na vhodu, ki eliminira potrebo po ujemanju impendance in tako postane ta vrsta ojačevalnika še posebej uporabna za meritve in testno opremo.
Dodatna karakteristika je tudi zelo nizek DC offset, majhen šum, majhen drift, zelo veliko ojačanje v odprtih zankah in zelo visoka vhodna impendanca. Instrumentacijski ojačevalniki se uporabljajo v aplikacijah, kjer je potrebna velika natančnost in stabilnost v toku krogu, tudi v daljšem obdobju.
Kljub temu, da so instrumentacijski ojačevalniki v večini primerov prikazani kot operacijski ojačvealniki (kasneje op-amp), je v elektroniki instrumentacijski ojačevalnik skorajde zmeraj sestavljen iz 3 op-amps. Ti so razporejeni tako, da je na vsakem vhodu eden op-amp proti vmesnemu ojačevalniku (bufferju), in eden da ustvarja željen signal na izhodu z zadostno impendanco, ki zadostuje funkciji.